# Steaua fără nume
Steaua fără nume este o piesă de teatru de Mihail Sebastian.

## Rezumat
Într-un oraș de provincie de pe Valea Prahovei, o necunoscută este coborâtă din tren în gară pentru că nu are bilet. Aceasta vine de la cazinou și are asupra ei doar fisele câștigate. Profesorul Miroiu, care se afla în gară în așteptarea unei cărți foarte scumpe de la București, se oferă să o găzduiască peste noapte, perioadă în care între cei doi apare o relație afectivă.  Profesorul Miroiu a găsit o stea fixă, invizibilă, în spatele altei stele din Ursa Mare, necunoscută pe bolta cerească și nu știe ce nume să îi dea, când află că pe necunoscută o cheamă Mona o numește astfel. Dimineața apare Grig, cel cu care Mona are o relație  de 3 ani. Cum acesta este bogat, Mona se reîntoarce în cele din urmă în lumea lui, părăsindu-l pe astronomul visător.

## Personaje
- Necunoscuta (Mona), steaua fără nume și fără seamăn pentru Profesorul Miroiu
- Profesorul Marin Miroiu (profesor de matematică și astronomie)
- Radu Udrea, profesor de muzică, prieten cu Miroiu
- Domnișoara Cucu
- Ispas, șeful gării
- Grig, iubitul Monei
- Eleva Zamfirescu
- Un țăran
- Pascu
- Ichim
- Conductorul de tren
- Elevi
- Pastorel

## Reprezentații
Premiera piesei a avut loc la 1 martie 1944 la Teatrul de revistă „Alhambra”. Distribuția a fost următoarea (în ordinea intrării în scenă):  Marcel Anghelescu ca șeful gării, I. Șerbănescu ca un țăran, Radu Beligan ca profesorul Miroiu, C. Iordănescu ca Ichim, Nora Piacentini ca domnișoara Cucu, Nineta Gusti ca o elevă, Nicolae Tomazoglu ca Pascu,  G. Basmagian - conductorul de tren, Maria Mohor ca Necunoscuta (Mona), V. Brezianu ca Udrea, Mircea Șeptilici ca Grig. 

## Teatru radiofonic
- 1954 - Steaua fără nume, regia Mihai Zirra, cu Radu Beligan, Alexandru Giugaru, Maria Wauvrina, Horia Șerbănescu, Nineta Gusti, Nae Roman, Tanti Cocea, Nae Roman, Jules Cazaban, Constantin Brezeanu

## Ecranizări
- 1966 - Steaua fără nume, regia Henri Colpi, scenariu François Billetdoux, cu Marina Vlady ca Mona, Claude Rich ca profesorul  Marin Miroiu, Grigore Vasiliu-Birlic ca profesorul Udrea, Cristea Avram ca Grig, amantul Monei, Mișu Fotino - controlorul, Anca Pandrea, Marcel Anghelescu ca șeful de gară[2][3]
- 1979 - Bezymyannaya zvezda, regia Mikhail Kozakov, scenariu  Aleksandr Khmelik, cu Igor Kostolevskiy, în rolul Marin Miroiu, Anastasiya Vertinskaya, în rolul Mona, Mikhail Kozakov, în rolul Grig, Svetlana Kryuchkova, în rolul Domnișoara Cucu, Grigoriy Lyampe, în rolul Udrea, Mikhail Svetin, în rolul Ispas, și Aleksandr Pyatkov, în rolul Ichim.

## Legături externe
- Steaua fără nume, TVR.ro